# Saint-Jean-Poutge
Saint-Jean-Poutge é uma comuna francesa na região administrativa de Occitânia, no departamento de Gers. Estende-se por uma área de 10,8 km². Em 2010 a comuna tinha 329 habitantes (densidade: 30,5 hab./km²).